# Guds moders avsomnandes kyrka, Merbaka
Guds moders avsomnandes kyrka är en grekisk-ortodox kyrkobyggnad belägen i byn Ayía Triás, i staden Nafplion i regionen Peloponnesos i Grekland.
Kyrkan är helgad åt högtiden Guds moders avsomnande, som är östortodoxa kyrkans benämning på Jungfru Marie himmelsfärd.

## Historik
Guds moders avsomnandes kyrka i Merbaka byggdes under 1200-talets första hälft.

## Inventarier
Kyrkans fresker är från 1300-talet. Vissa är även från 1912.

## Bilder

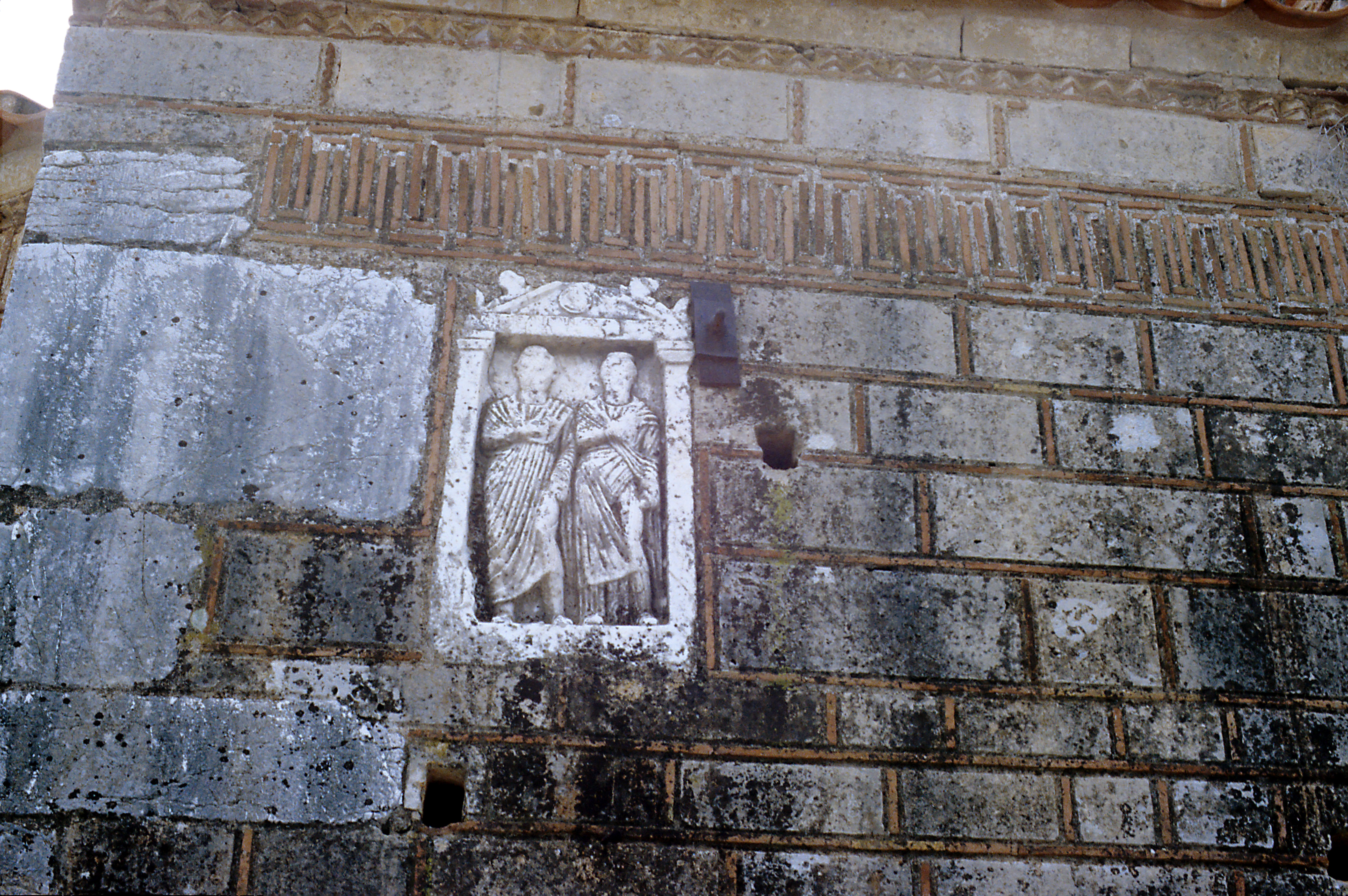
Detalj på fasaden.